# Polyamine

Structuurformule van diaminobutaan, een diamine

Piperazine, een cyclische polyamine

Structuurformule van spermidine, een triamine

Polyamines zijn organische verbindingen die meer dan één aminegroep bevatten. Ze zijn afhankelijk van de lengte van de keten kleurloos tot geelachtig en vloeibaar of vast.
Piperazine is een voorbeeld van een cyclische polyamine. Cycleen en cyclam zijn voorbeelden van macrocyclische polyamines. Polyethyleenimine is een polymeer met als basis het monomeer aziridine.

## Biogene polyamines
Biogene polyamines zoals spermidine en spermine zijn kleine poly-kationische moleculen. Deze moleculen kunnen interactie vertonen met ribonucleïnezuren en hun eigenschappen veranderen. Er wordt aangenomen dat polyamine tot een bepaalde graad 'supercoiled' (sterk gespiraliseerd) en gevouwen DNA kan stabiliseren. De hoeveelheid polyamines in de cel schijnt stoichiometrisch met het gehalte aan ribonucleïnezuur te zijn. Polyaminen komen vooral veel voor in de celkern en in de ribosomen. Tot op zekere hoogte kunnen polyamines K+ en Mg2+-ionen vervangen. Polyamines zouden een essentiële rol spelen bij de synthese van nucleïnezuren en proteïnen en bij de ontwikkeling van de cel. Ook kunnen ze enkele enzymen, zoals serine/threonine-proteïnekinase CK2, activeren.
De snelheid van de polyaminesynthese wordt gestuurd door ornithindecarboxylase en de adenosylmethionindecarboxylase.
Polyamines spelen een rol bij de veroudering van delen van planten en worden daarom ook beschouwd als plantenhormonen. Ook zijn ze direct betrokken bij de regulatie van de geprogrammeerde celdood, zoals bij de abscissie van bladeren.
Bij kanker is de uitscheiding van polyamines duidelijk toegenomen.
De polyamines 1,4-diaminobutaan (Putrescine) en 1,5-diaminopentaan (Cadaverine) ontstaan bij de afbraak van de aminozuren ornithine en lysine.
Polyaminen kunnen de permeabiliteit van de bloed-hersenbarrière beïnvloeden.

## Chelatie

Ethyleendiamine-ligand met binding aan een centraal metaalion via twee coördinatieve bindingen.

Polyaminen zijn belangrijke chelerende stoffen. tetramethylethyleendiamine (TMED) wordt gebruikt bij de dissolutie van metaalionen in organische oplosmiddelen. Polyaminen zoals di-ethyleentriamine (dien) en tri-ethyleentetramine (TETA of trien) en meer krachtige chelerende stoffen vormen respectievelijk tridentate en tetradentate complexen. Macrocyclische polyaminen zoals cyclam kan gebrugde verbindingen met twee of drie cyclische structuren vormen. Die kunnen fungeren als cryptand, dat wil zeggen dat ze in de ruimte omsloten door de bruggen een ander, kleiner molecuul kunnen vasthouden. De heemverbinding in hemoglobine is een belangrijk voorbeeld van een macrocyclische ligand dat het polyamine motief bevat.

## Gebruik
Polyaminen zoals1,2-diaminocyclohexaan, 4,4′-diaminodifenylsulfon, 1,5-diamino-2-methylpentaan, di-ethyleentriamine, hexamethyleendiamine, isoforondiamine, tri-ethyleentetramine en trimethylhexamethyleendiamine worden onder andere gebruikt als harder voor epoxyharsen.
Di- en triaminen met primaire aminogroepen worden door omzetting met fosgeen omgezet in di- en tri-isocyanaat, die bij de productie van polyurethaan worden gebruikt.